# Piadina

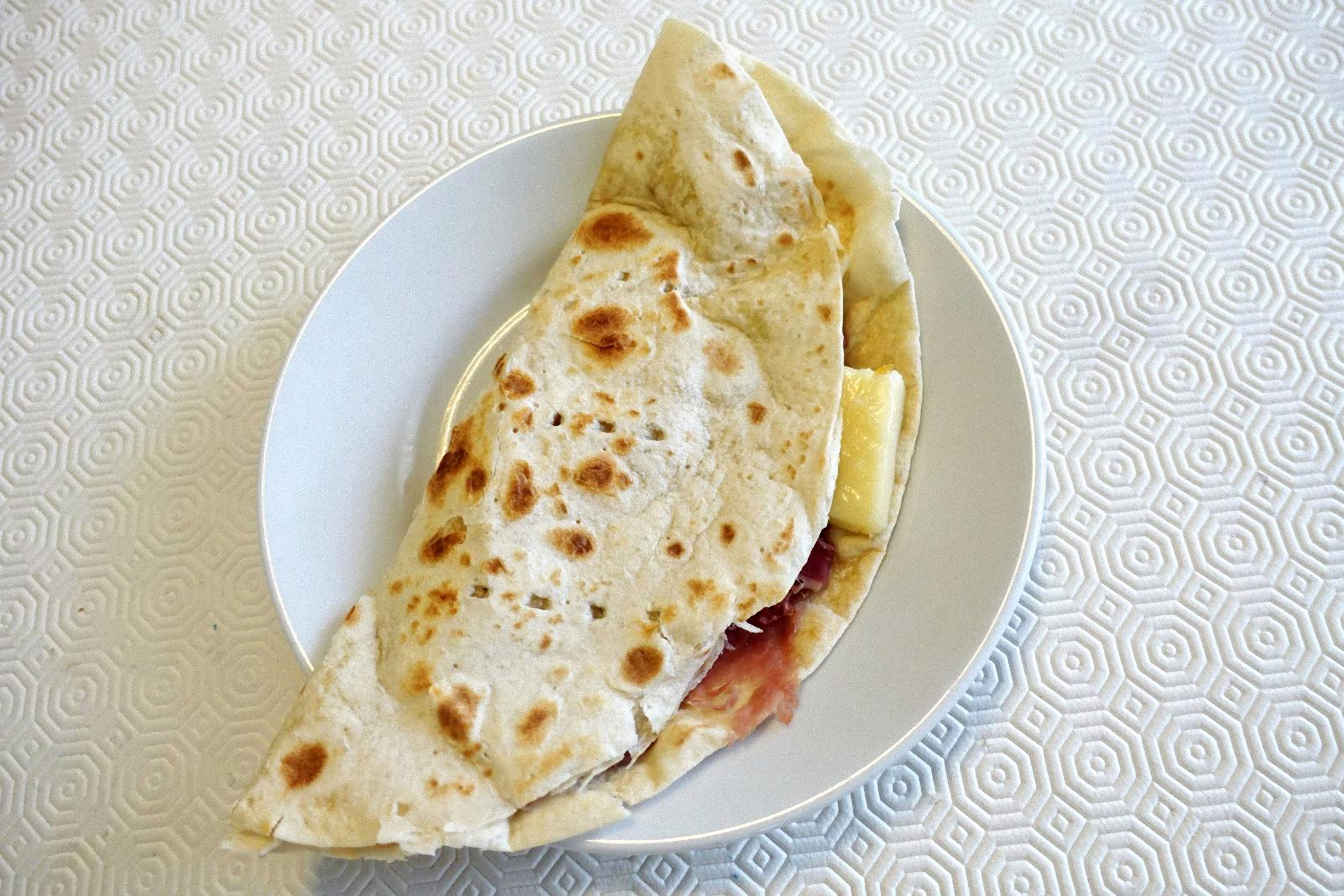
Piadina.

La piadina (o piada) es un pan plano elaborado con harina de trigo o maíz de origen italiano, típico de las provincias de la  Romaña en la Región Emilia-Romaña. 
La piadina romañola es un producto gastronómico compuesto por una masa hojaldrada elaborada con harina de trigo, grasa de cerdo (o aceite de oliva), sal y agua, tradicionalmente cocido en un plato de terracota, llamado  teglia, y hoy en día más comúnmente cocinada sobre placas de metal o sobre piedras refractarias llamadas testo.  Es, como diría Giovanni Pascoli, «el pan, más bien, la comida nacional de los romañoles»: en realidad, lo era en primera medida para los más pobres.
La piadina romañola forma parte de la lista de Productos agroalimenticios tradicionales italianos de la región Emilia-Romaña. Se suele marcar con las iniciales IGP su denominación: Piadina Tierra de Romaña y Piada Romañola de Rimini, la diferencia entre ellas son el espesor y las dimensiones.

## Lugar de origen

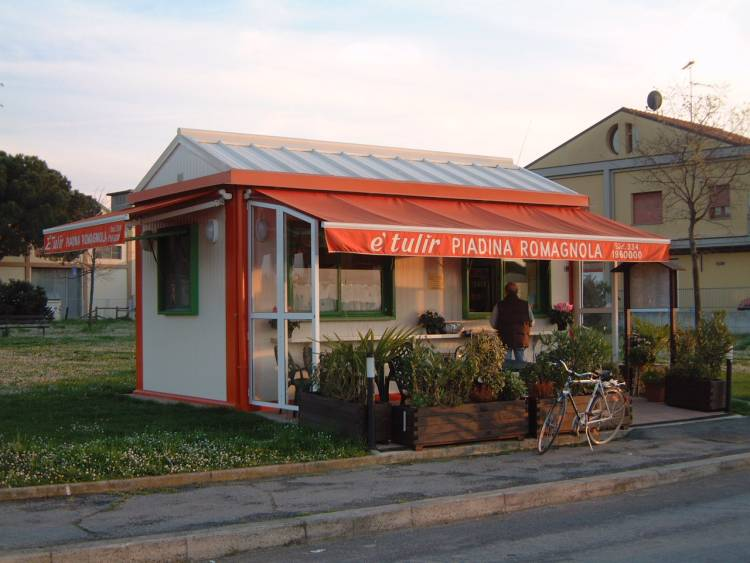
Quiosco de venta callejera de piadinas in Cesena.

Característica principalmente del Apenino entre Forlì, Cesena y Rimini, difundida también en la zona de Ravenna y el resto de la Romaña, hasta el límite con Montefeltro, en la provincia de Pesaro Urbino y de Ferrara y en la República de San Marino. No se presenta en forma uniforme: por ejemplo, la piadina forlivese, cesenate y ravennate es más gruesa, mientras que en la zona de Rimini (piada) tienden a estirarla más fina; la pesarese, llamada también crescia o crostolo en la provincia, es hojaldrada y sabrosa.

## Orígenes
Diferentes son las opiniones sobre el origen de la piadina y sobre la composición de la preparación original. Existen pistas de esta forma de pan desde la época romana. El primer testimonio escrito de la piadina se remonta al año 1371. En la Descriptio Romandiolae, el cardenal legado Ángel de Grimoard fija por primera vez la receta: «Se hace con harina de grano, mezclada con agua y condimentada con sal. Se puede amasar también con leche y condimentar con un poco de grasa de cerdo».

### Etimología
La etimología es incierta; la mayoría relaciona el término piada (piê, pièda, pìda) al griego  πλακούς, focaccia. Originariamente es una masa levada y bien condimentada, estirada y bien cocida en el horno: así es citada en 1371 en la Descriptio Romandiole. Sucesivamente (del siglo XVI al siglo XVIII), mientras asume la forma actual, no es otra cosa que un sustituto del pan confeccionado con ingredientes viles e imposibles de panificar. La piadina de harina de grano es relativamente reciente, así como sus variantes ricas: la piadina engrasada, aquella hojaldrada y aquella frita.
Otra hipótesis consiste en entrecruzar las semejanzas con los términos utilizados para indicar platos similares, en el ámbito de todos los países que rotaban en la periferia del Imperio Romano de Oriente (entre ellos también la Romaña). Algunos piensan en el hebreo פת (pat), que significa “pan” o “porción”, término que existe también en el árabe del Talmud babilonio e indica el pan en general. Es fácil de pensar, en el caso de la piadina, en el pan utilizado en el ejército bizantino, acuartelado durante siglos en la Romaña, en el norte de Las Marcas (que comprende buena parte de la provincia de Ancona) y en el valle umbro atravesado por la vía Flaminia.

## Usos culinarios
Puede ser degustada como soporte del pan para acompañar los diferentes platos en el curso de la comida.
Suele comerse con otros alimentos, principalmente se suelen untar diversos alimentos. El más tradicional es el queso de la Romaña denominado squacquerone decorado con hojas de rúcula y acompañado por jamón crudo. Algunas preparaciones poseen nombres propios, como puede ser el crescione o cassone o cascione, que es una preparación de la piadina con espinaca y con una base de mozzarella y tomate con tiras de embutidos.

### Piadina rellena

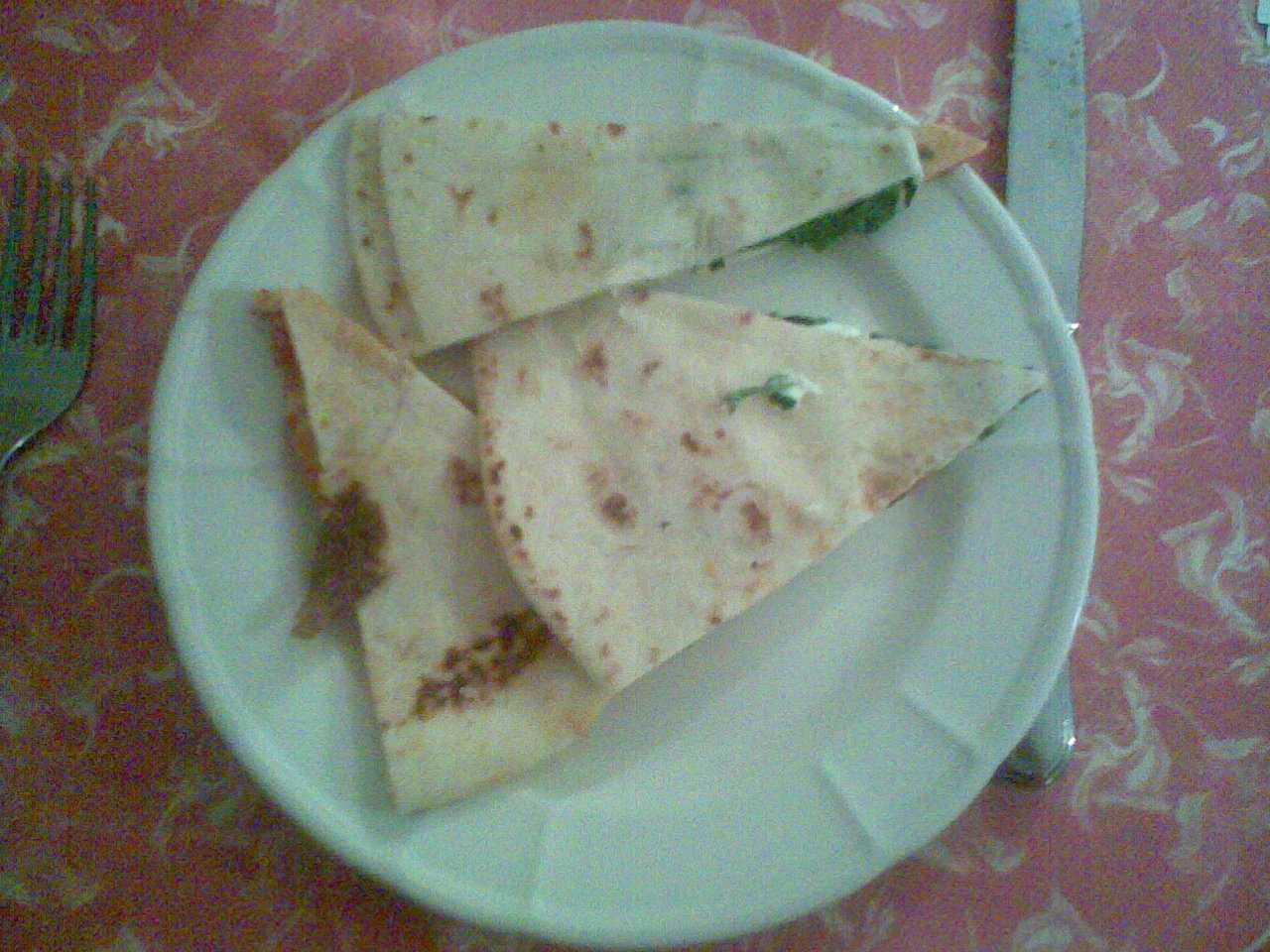
Piadina rucula y squacquerone.

La mayoría de las veces la piadina se presenta doblada por la mitad y rellena de diferentes maneras: con porciones de salchicha cocida a las brasas y cebolla; con embutidos varios de cerdo; con la porchetta; con rúcula y squacquerone; con hierbas o verduras gratinadas; con crema gianduja, mermelada o Nutella.

### Crescione
El cassone o cascione o crescione (en dialecto romañolo carson o casòun) es una preparación típica basada en la piadina, en donde la masa se rellena, doblada y cerrada antes de la cocción. Los rellenos de hierbas, actualmente difíciles de encontrar, le darían su nombre: esta hierba —de por sí saborizada— podía ser  además saborizada con ajo, cebolla o chalote. Esta usanza derivaría por el largo uso que se realizó siempre en la cocina romañola de hierbas (comprendida la acelga).
Actualmente los rellenos más comunes, con variantes de lugar a lugar, son: las hierbas, llamadas también “cassone verde” (puede tratarse de espinacas y/o acelga. En la zona de Rimini también “rosole” (amapolas maceradas en sal), con o sin ricota y queso rallado; con una base de mozzarella y salsa de tomate, acompañada por embutidos, y llamado también “rojo”; con zapallo y papas, la mayoría de las veces enriquecidas con salchicha o panceta.

### Tortello alla lastra
El tortello alla lastra, forma típica de la Romaña Toscana, se prepara extendiendo la preparación de la piadina con el palo de amasar, para obtener una masa fina. Esta se rellena luego con diferentes ingredientes, como lo pueden ser las papas cocidas y saborizadas con cebolla, cordero, nuez moscada, panceta y sal, o con hierbas, ricota y queso rallado. El relleno se distribuye sobre mitad de la masa y se cubre con la otra mitad; con la ruedita se cierran los tortelli, dividiéndolos en formas cuadradas de 5 a 10 cm de lado aproximadamente. Los tortelli son cocinados luego sobre losa por algunos minutos, girándolos la cantidad de veces necesarias.

### Formas recientes
Formas recientes, y menos difundidas, son el llamado rollo, preparado con una piadina fina rellena y enrollada en sí misma. Otra variedad es la piedizza, llamada así por presentar los rellenos extendidos sobre una de sus caras, como una pizza.
Existe también otra piadina llamada hojaldrada (similar a la masa de los pasteles) que resulta más fácil de freír, dado que contiene una cantidad consistente de grasa de cerdo.

## Poesías sobre la piadina
Literatos como Giovanni Pascoli y Marino Moretti dedicaron algunas de sus obras a la piadina.
- La Piada di Giovanni Pascoli
- La Piè (Il pane dei poveri) di Marino Moretti

## Difusión
Es comercializada fresca, realizada en el momento, en quioscos especiales llamados piadinerias difundidos en toda la Romaña, especialmente en la Costa Romañola. Es posible encontrarla también envasadas precocidas en los negocios distribuidores. Los quioscos de la piadina son de colores y con bandas verticales, con colores estandarizados para varias localidades romañolas.
Según la zona de preparación existen algunas diferencias entre piadina y piadina en cuanto a su consistencia. En las provincias de Forlì-Cesena y Ravenna es más bien gruesa y elevada, mientras que en las de Rimini y Pesaro es más fina y de diámetro ligeramente mayor. A pesar de ser típica exclusivamente de la Romaña, es conocida en toda Italia y en el extranjero.

### Promoción y protección
Entre 2002 y 2003 se fundaron tres asociaciones para la promoción y protección de la piadina romañola y promover la atribución de la Indicación Geográfica Protegida (marca IGP): Asociación para la valorización de la Piadina Romañola, la Asociación para la promoción de la Piadina Romañola y el Comité para la valorización de la piada riminese - “¿cómo era y de dónde era?”.
Las marcas IGP solicitadas son: Piadina Terre di Romagna y Piada Romagnola di Rimini, diferenciadas entre sí por espesor y dimensiones. 
La marca Piadina se registra en más de 30 países; desde en una empresa suiza (Renzi AG) hasta la Organización Mundial de la Propiedad Intelectual, desde el 18 de diciembre de 2015; y no puede ser producida o difundida en los países del mundo sin la autorización previa.